# Abraham Bedros I Ardzivian
Abraham Bedros I Ardzivian, in italiano Abramo Pietro I (‛Aintāb, 12 aprile 1679 – Kraīm, 1º ottobre 1749), è stato un patriarca cattolico armeno, patriarca di Cilicia degli Armeni.

## Biografia
Nacque il 12 aprile 1679 ad ‛Aintāb.
Ordinato prete nel 1706, iniziò il suo ministero in Cilicia. Grazie all'appoggio di Pietro II d'Aleppo, favorevole all'unione con la Chiesa romana, divenne vescovo di Aleppo  nel 1710.
Nel 1714 fu arrestato su istanza dei tradizionalisti armeni per il suo proselitismo cattolico. Liberato, fu nuovamente imprigionato sull'isola di Rouaud dal 1719 al 1721. Impeditogli di tornare ad Aleppo, creò un ordine religioso in un convento in Libano.
Il 26 novembre 1740 fu nominato patriarca (καθολικός), ma la corrente scismatica del clero e la popolazione armena assegnarono la sede a Michele I di Sis.
Abramo Ardzivian si recò a Roma dove ottenne da papa Benedetto XIV il pallio e il titolo di patriarca di Cilicia, l'8 dicembre 1742.
Di ritorno in Cilicia, si ritirò sul Monte Libano dove morì il 1º ottobre 1749.

## Genealogia episcopale e successione apostolica
La genealogia episcopale è:
- Patriarca Goughas di Sis
- Patriarca Abraham Bedros I Ardzivian

La successione apostolica è:
- Vescovo Isaac (1740)
- Patriarca Hagop Bedros II Hovsepian (1740)
- Arcivescovo Paul (1742)
- Vescovo Joseph Adjemian (1749)